# Гарем Степана Гуслякова
«Гарем Степана Гуслякова» (рос. «Гарем Степана Гуслякова») — радянський художній фільм 1989 року, знятий кіностудією «Катарсіс» за мотивами оповідання Бориса Лапіна.

## Сюжет
Горе несподівано прийшло в сім'ю Степана Гуслякова. Кохана дружина Клавдія опинилася на порозі смерті. Степану належть самому турбуватися про догляд за будинком, господарством та трьома малими дітьми. На допомогу Степану приходить зовсім ще юна Марина — дочка сусіда Гуслякова. Поступово вона замінює дітям Степана матір, а на одужання Клавдії, на жаль, уже майже не лишається надій…
Повернувшись через півтора року додому, Клавдія бачить сімейне щастя Степана. Марина вагітна, діти Степана звуть її мамою, але ніхто не гнівається одне на одного.

## У ролях
- Володимир Литвинов — Гусляков Степан Олексійович, багатодітний батько
- Ольга Богачова — Клавдія Гуслякова, багатодітна мати
- Олена Демидова — Марина
- Тетяна Лаврентьєва — Валя, подруга
- Болот Бейшеналієв — Смагуллов, хірург
- Людмила Баранова — лікарка
- Володимир Толоконніков — голова сільради
- Наталія Корнеєва — Іраїда Степанівна, нянечка
- Валерій Величко — представник сільради
- Людмила Липатникова — представниця сільради
- Микола Гусаров — Парфенович, батько Мариши, колгоспник

## Знімальна група
- Режисер — Алішер Хамдамов
- Сценаристка — Галина Юдіна
- Оператор — Федір Аранишев
- Композитор — Владислав Шуть
- Художник — Олександр Сухих